# Wiktor Wiktorowitsch Manakow (Radsportler, 1992)
Wiktor Wiktorowitsch Manakow (russisch Виктор Викторович Манаков, englische Transkription Viktor Manakov; * 9. Juni 1992 in Sankt Petersburg) ist ein russischer Radrennfahrer.

## Sportliche Laufbahn
2009 wurde Wiktor Manakow sowohl Europa- wie auch Weltmeister der Junioren in der Mannschaftsverfolgung, gemeinsam mit Konstantin Kuperassow, Iwan Sawizki und Matwei Subow. Beim WM-Sieg stellte der russische Vierer mit 4:04,448 Minuten einen neuen Junioren-Weltrekord auf. 2010 wurde er Europameister (U23) in der Einerverfolgung und 2012 erneut Europameister (U23) im Omnium sowie in der Mannschaftsverfolgung, mit Sawizki, Subow und Nikita Schurschin.
2013 wurde Manakow Europameister der Elite im Omnium. Zudem errang er zwei nationale Titel, im Omnium sowie im Zweier-Mannschaftsfahren (mit Iwan Sawizki). Bei den UCI-Bahn-Weltmeisterschaften 2014 in Cali belegte er im Omnium Platz drei.
Auf der Straße fuhr Manakow von 2012 bis 2016 für verschiedene bei der UCI registrierte Teams. Gleich im ersten Jahr erzielte er mit einem Etappenerfolg beim Grand Prix Adygeja den einzigen Sieg auf der Straße. Nach vier Jahren in Russland mit Einsätzen für die Nationalmannschaft ging er 2022 nach Portugal, wo er nicht vom Lizenzentzug für die russischen Teams in Folge des russischen Überfalls auf die Ukraine betroffen war und seine Karriere fortsetzen konnte.

## Familie
Wiktor Manakow ist der Sohn der beiden ehemaligen Radrennfahrer Jolanta Polikevičiūtė und Wiktor Manakow.

## Erfolge

### Bahn
2009
- Junioren-Weltmeister – Mannschaftsverfolgung (mit Konstantin Kuperassow, Iwan Sawizki und Matwei Subow)
- Junioren-Europameisterschaft – Mannschaftsverfolgung (mit Konstantin Kuperassow, Iwan Sawizki und Matwei Subow)

2010
- Junioren-Weltmeisterschaft – Einerverfolgung
- Junioren-Europameister – Einerverfolgung
- Junioren-Europameisterschaft – Omnium

2011
- Europameisterschaft – Mannschaftsverfolgung (mit Waleri Kaikow, Iwan Kowaljow und Jewgeni Kowaljow)

2012
- U23-Europameister – Omnium, Mannschaftsverfolgung (mit Matwei Subow, Nikolai Tsurkin und Iwan Sawizki)

2013
- Europameister – Omnium
- Russischer Meister – Omnium, Zweier-Mannschaftsfahren (mit Iwan Sawizki)

2014
- Weltmeisterschaft – Omnium
- U23-Europameisterschaft – Omnium, Mannschaftsverfolgung (mit Alexander Jewtuschenko, Andrei Sazanow und Alexander Grigorjew)

### Straße
2012
- eine Etappe Grand Prix Adygeja

2019
- Mannschaftszeitfahren Vuelta a Costa Rica